# Club Estudiantes de La Plata (baloncesto)
El Club Estudiantes de La Plata es una entidad polideportiva de Argentina, ubicada en la ciudad de La Plata, provincia de Buenos Aires. Fue fundado como club de fútbol el 4 de agosto de 1905.
La sección de baloncesto, a nivel masculino, milita en el Torneo Federal de Básquetbol y participa, regionalmente, en el campeonato de la Asociación Platense de Básquetbol.

## Historia
El baloncesto masculino en Estudiantes de La Plata comienza su etapa más destacada a finales de la década de 1930, con la incorporación de Eulogio Fernández a la dirección técnica: en 1939 obtiene el torneo de la Asociación Argentina de Básquetbol, competencia que albergaba a los equipos de la zona metropolitana, el primero de la historia para el club y para una institución de La Plata.
La conquista de su segundo campeonato argentino, en 1947, posibilitó la llegada de su entrenador a la dirección técnica de la Selección Nacional, cargo en el que Eulogio Fernández ya se había desempeñado en 1938, cuando se produjo el primer triunfo de la historia de un combinado argentino (el Club contó con la representación de Carlos Orlando) frente a uno estadounidense, el de la Unión Atlética Amateur, compuesto de jugadores universitarios.
Tras lograr el tercer campeonato nacional, en 1952, con la presencia de los primeros extranjeros en integrar un equipo de este deporte en Argentina (los húngaros Fransua Nemeth y Lowics), por razones reglamentarias, Estudiantes retornó a los torneos de la Asociación Platense de Básquetbol.
En 2010, logró ascender a la Liga B, actual Torneo Federal de Básquetbol, la tercera división del baloncesto argentino. Y en la temporada 2014/15 de esta división, participó, por primera vez en su historia, de una de las finales de la Conferencia Capital Bonaerense (Región Sur) para ascender al Torneo Nacional de Ascenso. Pero fue vencido en tres partidos por el Club Atenas, de Carmen de Patagones.
También contó con una breve participación en la rama femenina de este deporte, entre las décadas de 1950 y 1960, con actuaciones a nivel local y metropolitano.